# تشارلز ستيوارت (سياسي أسترالي)
تشارلز ستيوارت (بالإنجليزية: Charles Stewart)‏ هو سياسي أسترالي، ولد في 1844 في إنجلترا في المملكة المتحدة، وتوفي في 18 أكتوبر 1919 في لاونسستون في أستراليا. حزبياً، نشط في حزب التجارة الحرة. وقد انتخب عضو مجلس نواب تسمانيا عن دائرة Electoral district of East Launceston ‏ (2 أبريل 1903 – 30 أبريل 1909).